# Baudouin de Ligne
Baudouin Marie Lamoral de Ligne, 12e prince de Ligne et du Saint-Empire, prince d'Amblise et d'Epinoy, Grand d'Espagne, est né à Paris 8e le 27 novembre 1918 et décédé à Belœil (Belgique) le 3 mars 1985. Il est chef de la Maison princière médiatisée de Ligne de 1960 à 1985.

## Biographie

### Famille
Le prince Baudouin est le fils aîné d'Eugène II de Ligne (1893-1960), 11e prince de Ligne, et de son épouse Philippine Marie Cécile Douce de Noailles (1898 † 1991), fille de François Joseph Eugène Napoléon de Noailles (1866 † 1900), 10e prince de Poix. 
Il a un frère cadet, Antoine (1925-2005), et deux sœurs, Isabelle (1921-2000), marquise de Villalobar et de Guimarey, et Yolande (1923-2023), archiduchesse Charles-Louis d’Autriche. Il est, en 1955, le parrain de sa nièce la princesse Christine de Ligne. 
Le 19 janvier 1946, Baudouin de Ligne épouse à Bruxelles et religieusement en la cathédrale Saint-Rombaut de Malines, lors d'une cérémonie célébrée par le cardinal Van Roey, la comtesse Monique de Bousies (Saint Gilles, Belgique, 11 décembre 1922 - Uccle, Belgique, 19 janvier 2013), fille du comte Jean de Bousies et de la comtesse Diane de Borchgrave d'Altena. Ce mariage est dissout par un jugement du tribunal civil de Tarascon le 16 décembre 1954. Monique de Bousies se remarie à Uccle le 20 février 1956 avec le pilote de course belge Jacques Swaters. 

### Activités
En 1939, Baudouin de Ligne, féru d'escrime, est sous-officier au premier régiment des guides à Bruxelles. En février 1946, Baudouin de Ligne se rend à Madrid dans le cadre d'une mission pour la Croix-Rouge de Belgique.

### Mort
Chef de l’une des plus grandes familles de Belgique, le prince Baudouin de Ligne, propriétaire du château de Belœil, meurt sans descendance le 3 mars 1985. C'est son frère, Antoine de Ligne, qui devient le 13e prince de Ligne et du Saint-Empire.